# Apocheiridium mormon
Apocheiridium mormon es una especie de arácnido del orden Pseudoscorpionida de la familia Cheiridiidae.

## Distribución geográfica
Se encuentra en Utah, Oregón y en Idaho.